# Mimocoelosterna hainanensis
Mimocoelosterna hainanensis là một loài bọ cánh cứng trong họ Cerambycidae.